# 고미에너지딜리버리
고미에너지딜리버리(Gomi Energy Delivery Co. Ltd.)은 대한민국의 에너지 유통 기업이다. 고미코퍼레이션의 100% 자회사이다.
린벤처스의 프로젝트펀드로 에너지 유통 기업 '고미에너지딜리버리'에 투자했다 신한투자증권과 대표주관계약을 체결하고, 2026년 IPO를 준비하고 있다

## 같이 보기
- 고미코퍼레이션

## 참고문헌
1. ↑  신윤애, 장건영·이상곤 고미코퍼레이션 각자대표, 포브스, 2023.03.23
2. ↑  남미래, '석유유통→클린테크' 고미에너지딜리버리, 7억 프리A 투자유치, 머니투데이, 2023.05.31
3. ↑  김진현, '신생' 린벤처스, 프로젝트펀드 투자 '본격화', 더벨, 2023-03-15
4. ↑  고미에너지딜리버리, 월 매출 60억 원…작년 동기비 360% 성장, 플랫텀, 2023/07/05